# Billbergia macrocalyx
Billbergia macrocalyx là một loài thực vật có hoa trong họ Bromeliaceae. Loài này được Hook. mô tả khoa học đầu tiên năm 1859.

## Hình ảnh

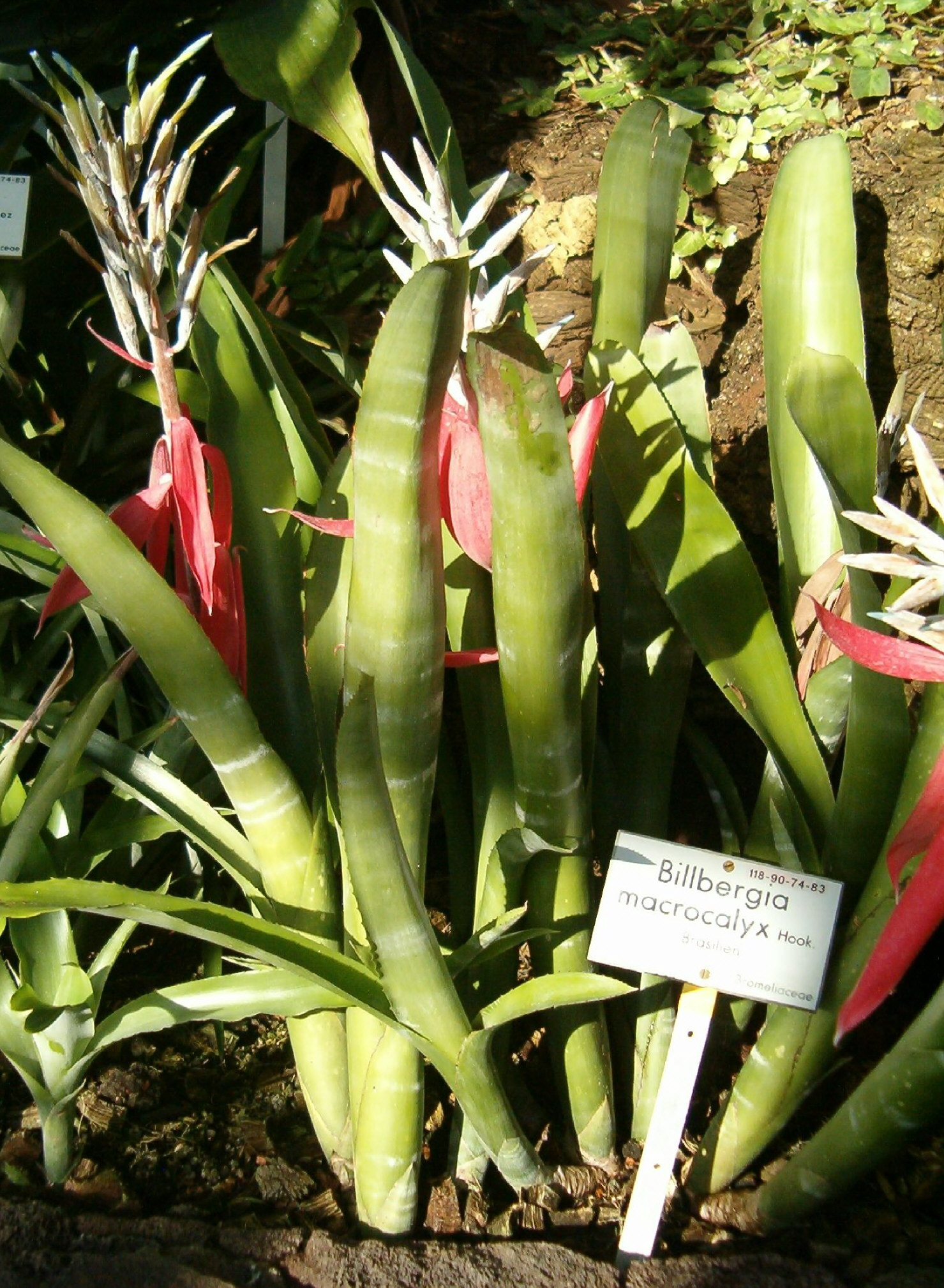
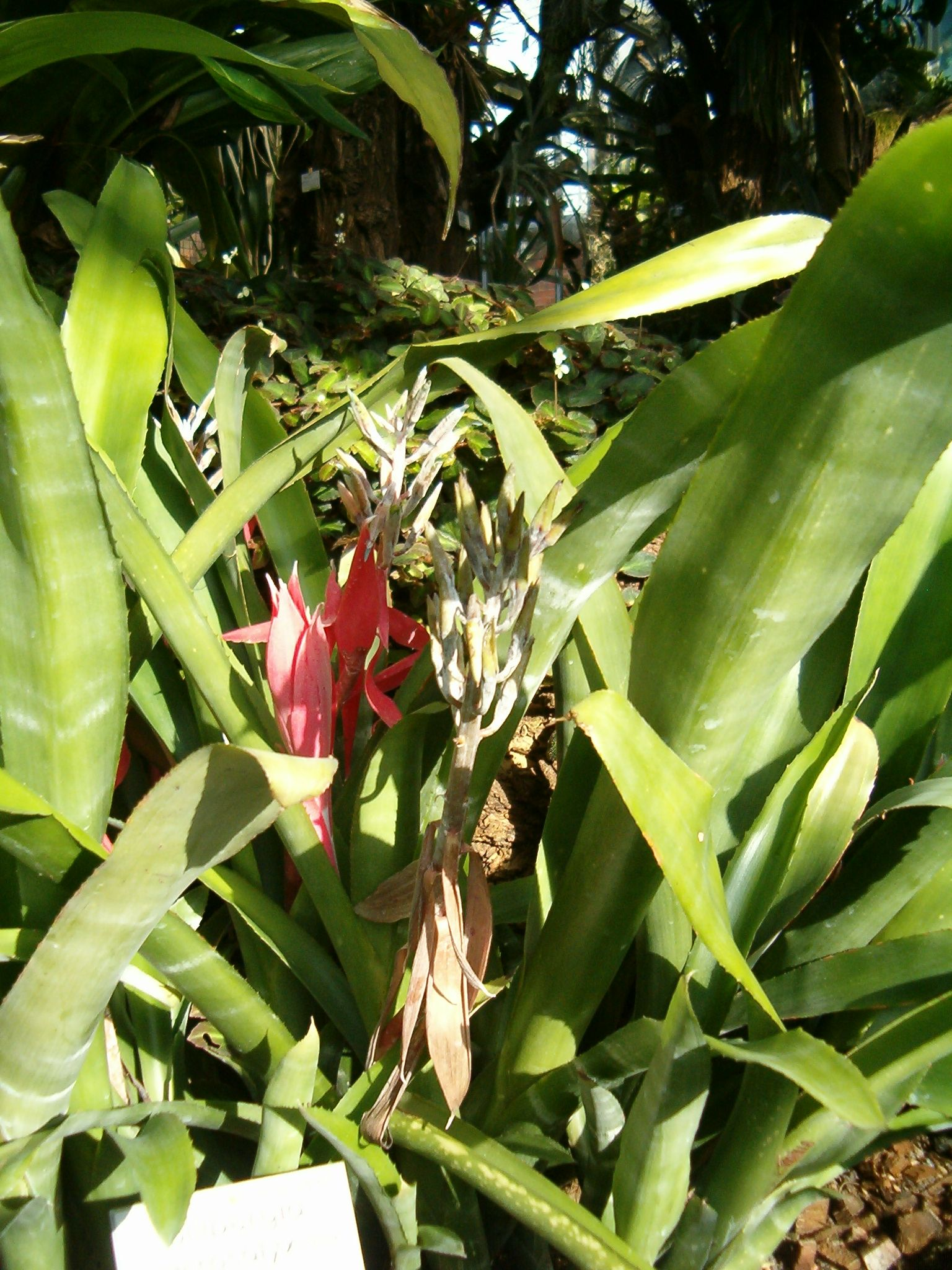
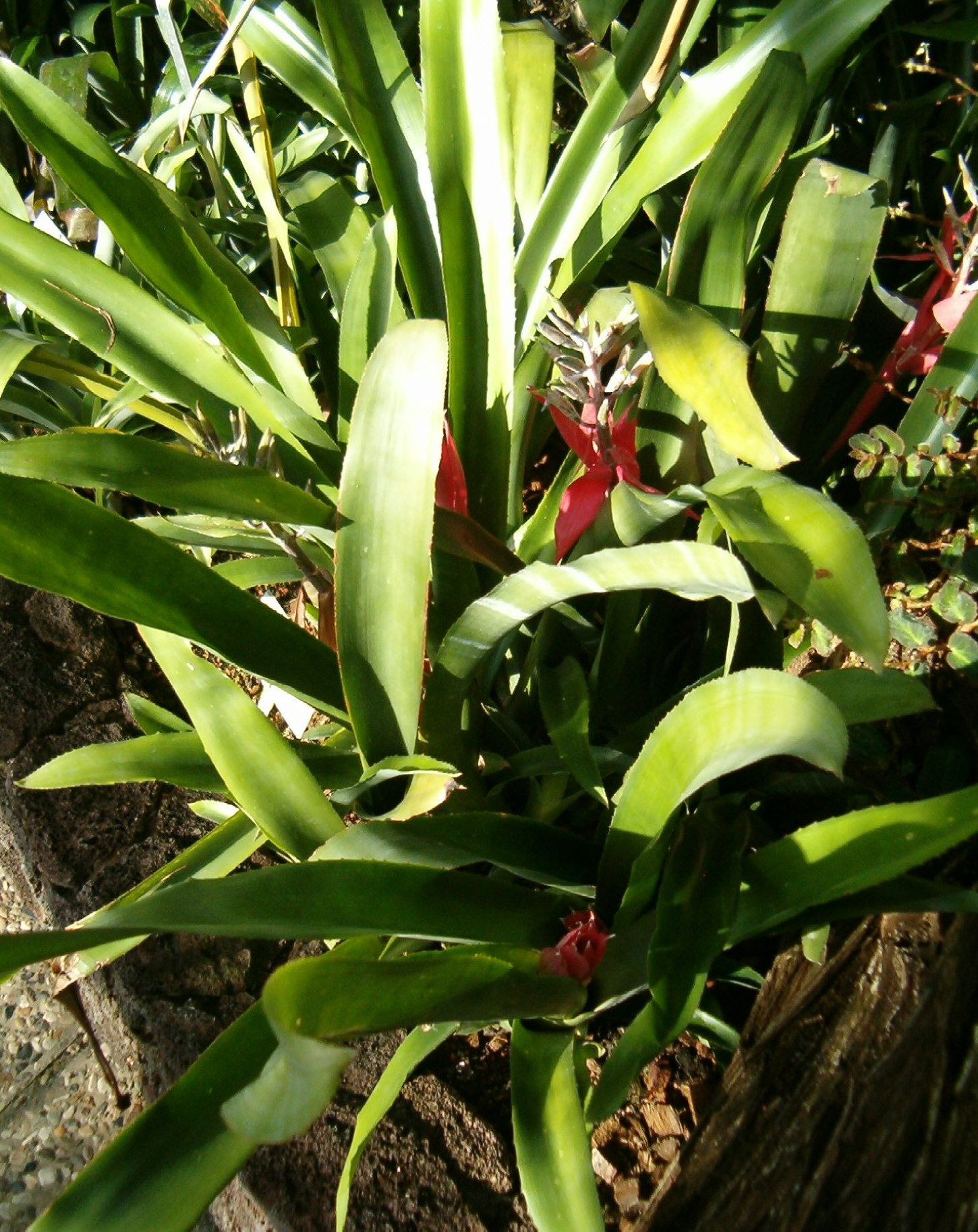
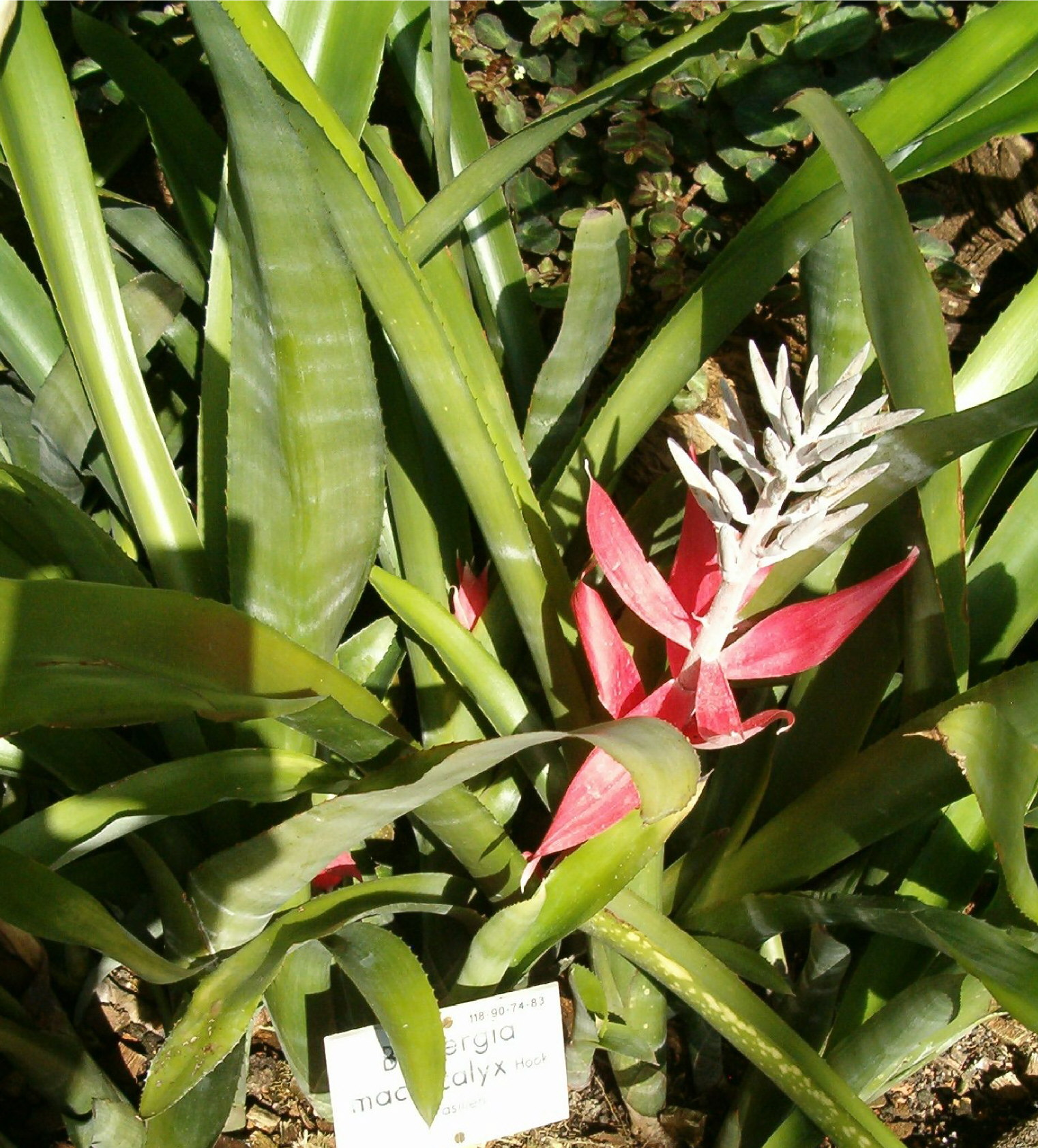